# Rauvolfia ligustrina
Rauvolfia ligustrina är en oleanderväxtart som beskrevs av Carl Ludwig von Willdenow, Johann Jakob Roemer och Schult.. Rauvolfia ligustrina ingår i släktet Rauvolfia och familjen oleanderväxter. Inga underarter finns listade i Catalogue of Life.